# Битва біля подвійної зірки (Дискавері)

## Про епізод
Битва біля подвійної зірки — другий епізод американського телевізійного серіалу «Зоряний шлях: Дискавері», який відбувається приблизно за десять років до подій оригінального серіалу «Зоряний шлях» та показує початок федеративно-клінгонської війни. Епізод написали Гретхен Дж. Берг та Аарон Гарбертс, оповідь Браяна Фуллера, режисер Адам Кейн.
Переклад українською — багатоголосий закадровий: «НеЗупиняйПродакшн», «DniproFilm».
Сонеква Мартін-Грін виконує роль Майкл Бернем, першого офіцера «USS Shenzhou». Дуг Джонс також з'являється в епізоді, який є першим у двосерійній прем'єрі серіалу — прологу до решти сезону. Запрошені актори — Мішель Єо в ролі Філіппи Джорджі, капітана «Шеньчжоу», та Кріс Обі в ролі лідера клінгонських домів Т'Кувма. Зйомки здійснювалися в студії «Pinewood Toronto», а також у Йорданії та на студії «Paramount».
Епізод вийшов в ефір «CBS» 24 вересня 2017 року у спеціальному попередньому випуску перед тим, як вийти в потоковому сервісі «CBS All Access» (разом із другим епізодом та рештою серіалу в наступні тижні). Перші епізоди переглянули 9,5 мільйони глядачів на «CBS» і це призвело до різкого зростання підписки на CBS All Access. Він отримав позитивні відгуки критиків, особливо за виступ Мартін-Грін, хоча була і критика.

## Зміст
Після того, як Бернем виховував як вулканку Сарек і вона ставла першою людиною, щоб відвідувала і закінчила Вулканський Центр навчання і Вулканську академію наук, Майкл доручено служити під орудою Філіппи Джорджі, капітанки «USS Шеньчжоу», і Сарек. Через сім років Бернем є першим офіцером «Шеньчжоу», і вона щойно не послухалася й напала на Джорджі при спробі непровоковано обстрілювати клінгонське судно, сподіваючись уникнути неминучої війни. «Шеньчжлу» оточило 24 клінгонські кораблі — ніби по одному від кожного клінгонського дому. Капітанка за спробу бунту поміщає Бернем під охорону.
Клінгонський вигнанець Вок, від імені свого лідера Т'Кувми, щойно активував маяк, який залучає до системи 24 клінгонські судна. Лідери 24 великих домів ставлять під сумнів використання Т'Кувмою маяка, який, як пророкували, буде використаний ще раз для об'єднання Клінгонської імперії. Т'Кувма є представником опального дому, і лідер Палати Кор Кол відмовляється його слухати, особливо зважаючи на його прийняття вигнанців, таких як Вок. Т'Кувма благає інших лідерів приєднатися до нього у боротьбі з Об'єднаною Федерацією Планет, яка, на його думку, має намір знищити індивідуальність їх виду. Він прогнозує, що незабаром прибуде підкріплення для «Шеньчжоу», і вони оголосять, що «прийдуть з миром». До «Шеньчжоу» прибуває з десяток земних кораблів, коли це стається, інші лідери погоджуються на боротьбу.
В Зоряному флоті приймають сильний вогонь, і «Шеньчжоу» майже зруйнований, але зберігається прибуттям адмірала Бретта Андерсона на «USS Europa». Майул зазнала сильного поранення — Сарек повертає її до свідомості ментальним проникненням. Бернем сидить в силовому полі утримання — яке відкрите в комсос через пробоїну від вибуху. «Європа» підтяла «Шеньчжоу» жо падав на астероїд. Т'Кувма погоджується на припинення вогню з Андерсоном, але потім відправляє велике судно, приховане маскувальним пристроєм, таранити та знищувати «Європу». «USS Europa» самознищується, забираючи з собою великий клінгонський корабель.
Т'Кувма проголошує себе Кейлесом, стародавнім воїном, відродженим, і дозволяє решті Зоряного флоту втекти як посланець цього. Він відправляє інших клінгонських лідерів назад на Ко'нос, поки він прагне до їх загиблих. На пошкодженому «Шеньчжоу» Бернем рятується від смерті переконавши програму етичного протоколу після телепатичного заохочення Сарека і переконує Джорджі взяти Т'Кувму в заручники — а не вбити.
Застосувавши фотонну торпеду, прикріплену до трупа клінгонського вояка, щоб вивести з ладу корабель Т'Кувми, Бернем і Джорджі телепортуються на корабель клінгонів і атакують. Бернем відбивається від Вока, але Джорджі вбиває Т'Кувма. Бернем стріляє в Т'Кувму на ураження, перед тим як її транспортують назад до «Шеньчжоу». Вок обіцяє вмираючому Т'Кувмі, що його запам'ятають.
Бернем знову ув'язнена та засуджена до позбавлення звання і довічного ув'язнення за заколот проти Зоряного флоту.

## Сприйняття
Випуск епізоду на «All Access» призвів до стрибкоподібного зростання підписки на канал, а найбільше реєстрації за день, тиждень і місяць відбувалися одночасно з прем'єрами серій. В Канаді випуск серіалу на телеканалі «Space» переглянули 1,2 мільйона глядачів. До 26 вересня цей епізод був також 19-м найбільш піратським відео, з тих які були перераховані на «The Pirate Bay».
Вебсайт агрегатора рецензій Rotten Tomatoes повідомив про 85 % схвалення із середнім рейтингом 7,49/10 на основі 13 відгуків. Пишучи для «TVLine», Дейв Немец оцінив епізод на «В +», зазначивши: «Надзвичайно напружена прем'єра продемонструвала чудову хорошу історію бойовика, вражаючі спецефекти та низку гідних поворотів, що було варте очікування». Даррен Френіч для «Entertainment Weekly» надав огляд прем'єри з двох частин із оцінкою «B», похваливши виступ Мартін-Грін, а також прокоментувавши «незаперечну привабливість введення нового корабля, відкриття, що ми — дивлячись на останню подорож цього космічного судна, отримуємо знання, що наш новий герой — ангел який упав». Зак Гендлен з «The A.V. Club» оцінив епізод на «В +». Відзначаючи деяке «незграбне написання» в епізоді, він відчував, що це «захоплююче, зворушливо і часто несподівано. Не менш важливо, що і при всьому сумнівному в дизайні він все одно Зоряний Шлях».
Оглядачка «Vox» Емілі Вандерверф також надала дуже позитивний відгук, зазначаючи, що епізоди мають «усі сильні сторони і недоліки класичного Шляху», та похвалила Бернем як головну героїню: «Найкраще в Дискавері полягає у тому, що Майкл Бернем, яку прекрасно зіграла Мартін-Грін, робить справжні речі. Вона потрапляє в біду. Вона порушує правила. Вона порушує протокол Зоряного флоту. У неї є емоції, які показують найкраще у ній, навіть якщо вона знає, що не повинні. Іншими словами, вона дуже людська». Вандерверф також високо оцінила стосунки персонажів та додавання до персонажів Сару. Написавши для «E! News», Кріс Гарнік порахував виступ Мартін-Грін найсильнішим елементом серіалу, похвально зазначаючи що вона виступає як людина, яка виросла у вулканському світі, і відмітивши як «найцікавішу частину серії [яка] представляє захоплююче вікно у світ Зоряного Шляху: Відкриття».
Морін Райан з «Вараяті» висловила стриману похвалу, написавши, що серіал «ще не довів себе гідним наступником» «Наступного покоління» або «Deep Space Nine». Але є підстави сподіватися, що «Дискавері» стане багатообіцяючим доповненням до канону Зоряного шляху". Білл Кеневей з «USA Today» оцінив прем'єру 2.5 з чотирьох зірок, заявивши, що він «ширяє в амбіціях і відданості до історії та міфології Зоряного Шляху, але є проблеми з деякими деталями сюжету і пишномовним діалогом». Меррілл Барр із «Forbes» вважав, що серія «непогана, але вона починається дивно … [вона] має всі шанси звідси стати чимось чудовим, можливо навіть гідним нагород». Патрік Кулі з «cleveland.com» назвав серіал «гірким розчаруванням, яке страждає від поганого діалогу, поганої розповіді та дерев'яних, дивовижно недорікуватих персонажів». Пілотні серії вразили «GameSpot» дизайном персонажів — зокрема Бернем — та проведенням сюжету, де головний герой не є капітаном.

## Знімались
- Сонеква Мартін-Грін — Мішель Бернем
- Мішель Єо — Філіппа Джорджі
- Мері Чіффо — Л'Релл
- Джеймс Фрейн — Сарек
- Кріс Обек — Т'Кувма
- Маулік Панчолі — Намбуе
- Террі Серпіко — Бретт Андерсон
- Сем Вартоломеос — Денбі Коннор